# Melrose Place (7. évad)

## Főszereplők
- Josie Bissett – Jane Andrews szerepében (200. epizódtól).
- Thomas Calabro – Dr. Michael Mancini szerepében.
- Rob Estes – Kyle McBride szerepében.
- John Haymes Newton – Ryan McBride szerepében.
- Jamie Luner – Lexi Sterling szerepében.
- Kelly Rutherford – Megan Lewis McBride szerepében.
- Jack Wagner – Dr. Peter Burns szerepében.

## Special Guest Star
- Heather Locklear – Amanda Woodward szerepében.
- Rena Sofer – Eve Cleary szerepében (203. epizódtól).

A hatodik évad utolsó 7 epizódját áttették a hetedik évadba, ezért még a hetedik évad első 7 részében szerepel Linden Ashby, Brooke Langton, Alyssa Milano, Lisa Rinna és Andrew Shue is.

## Külső hivatkozások
- Melrose Place